# 烟曲霉醇
烟曲霉醇是一种有机化合物，化学式C16H26O4，属于一种环氧化合物，存在于Penicillium jensenii（Penicillium jensenii）、烟曲霉（Aspergillus fumigatus）等真菌中，与其酯烟曲霉素是全合成的重要目标。